# Walce (gmina)
Walce est une gmina rurale du powiat de Krapkowice, Opole, dans le sud-ouest de la Pologne. Son siège est le village de Walce, qui se situe environ 11 km au sud de Krapkowice et 34 km au sud de la capitale régionale Opole.
La gmina couvre une superficie de 69,29 km2 pour une population de 5 976 habitants.

## Géographie
La gmina inclut les villages de Walce, Antoszka, Brożec, Brzezina, Ćwiercie, Czerniów, Dobieszowice, Grobla, Grocholub, Kromołów, Krzewiaki, Marianków, Posiłek, Przerwa, Rozkochów, Rybarze, Stradunia, Swornica et, Zabierzów
La gmina borde les gminy de Głogówek, Krapkowice, Reńska Wieś et Zdzieszowice.